# .zr
.zr byla internetová národní doména nejvyššího řádu pro Zair. Jelikož se ovšem Zair v roce 1997 přejmenoval na Demokratickou republiku Kongo, byla původní doména .zr zrušena a nahrazena .cd.